# براندان هانسن
براندان هانسن (بالإنجليزية: Brendan Hansen)‏ هو سياسي أسترالي، ولد في 21 أغسطس 1922 في ماريبورو في أستراليا، وتوفي بنفس المكان في 19 ديسمبر 1999. حزبياً، نشط في حزب العمال الأسترالي. وقد انتخب عضو مجلس النواب الأسترالي عن دائرة Division of Wide Bay ‏ (9 ديسمبر 1961 – 18 مايو 1974) وانتخب عضو المجلس التشريعي ولاية كوينزلاند عن دائرة Electoral district of Maryborough (Queensland) ‏ (12 نوفمبر 1977 – 22 أكتوبر 1983).